# 千方神社 (加須市土手)
千方神社（ちかたじんじゃ）は、埼玉県加須市の神社。

## 歴史
創建年代は不明である。ただ藤原秀郷の六男とされる藤原千方を祀るために創建されたといわれている。金蓮院が別当寺であった。現在、当社には束帯姿の千方の座像を安置しているが、昭和の頃までは旧別当寺の金蓮院にあり、行事の際に貸し出されていたという。
1873年（明治6年）、近代社格制度に基づく「村社」に列せられ、1907年（明治40年）の神社合祀により、周辺の2社が合祀された。
境内には、1919年（大正8年）に造立された「足尾山大神」の石碑がある。これは地元の人力車の組合「加須人力車組合」によって建てられたもので、「足の神様」である足尾山大神と当時の組合幹部の角田元次郎を顕彰するための碑である。

## 交通アクセス
- 加須駅より徒歩18分。